# Kosmos 41
Kosmos 41 foi a designação técnica de uma missão espacial do programa Molniya, cuja missão teve apenas sucesso parcial, pois orbitou mas não pode ser usado para telecomunicações por falha no sistema de abertura e posicionamento das antenas. O único experimento útil resultante desse satélite foi um estudo da zona externa do cinturão de radiação Van Allen.